# Kloster Sießen

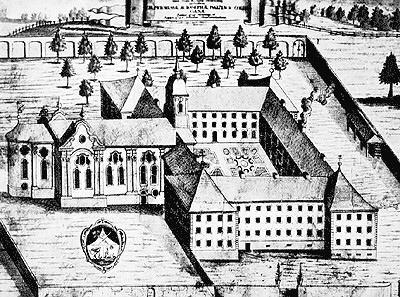
Kloster Sießen, 1728

Das Kloster Sießen ist ein Kloster im Bad Saulgauer Ortsteil Sießen im Landkreis Sigmaringen in Baden-Württemberg.

## Geschichte

### Dominikanerinnen (1260–1860)

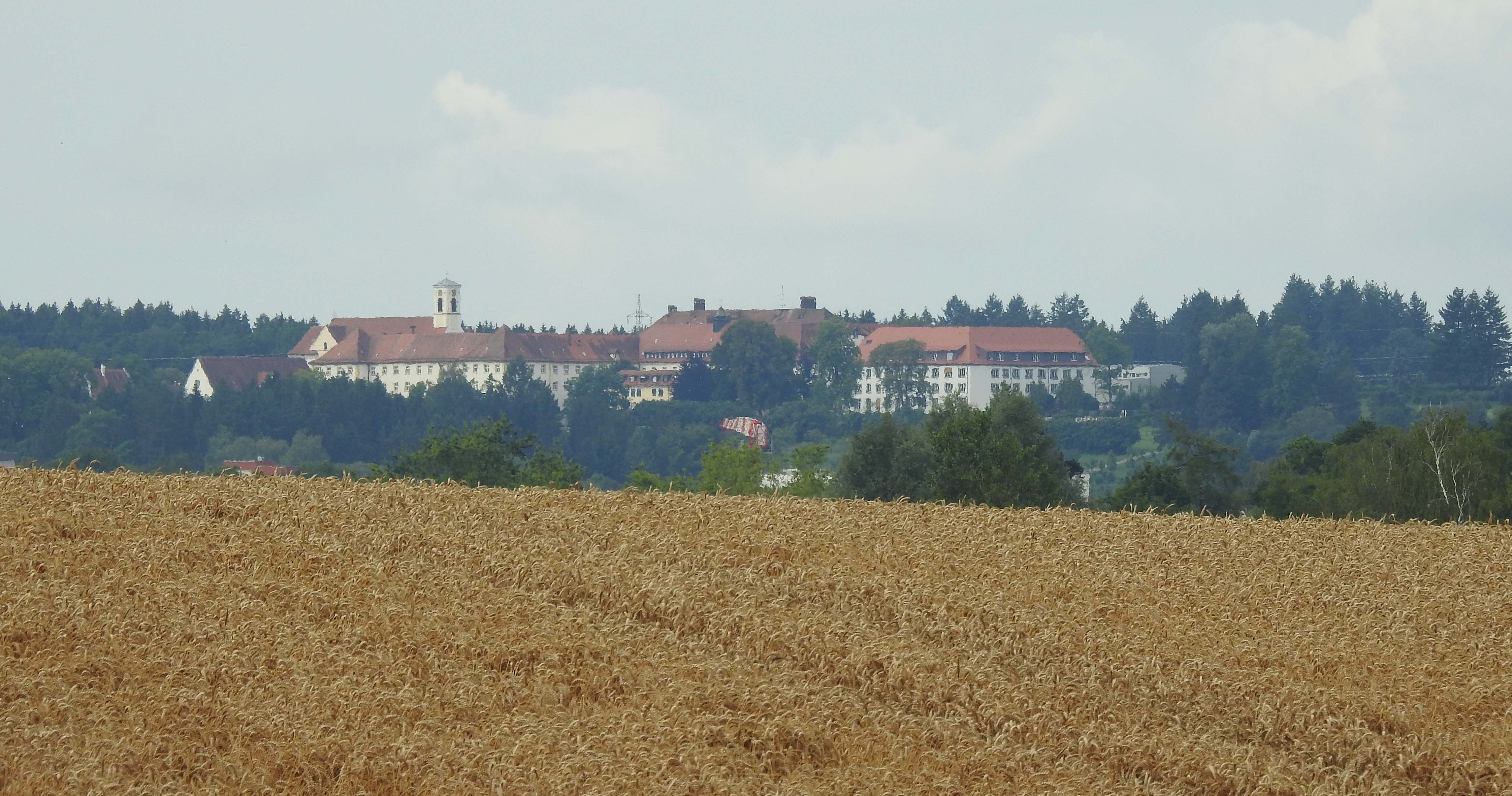
Kloster Sießen von Nordosten

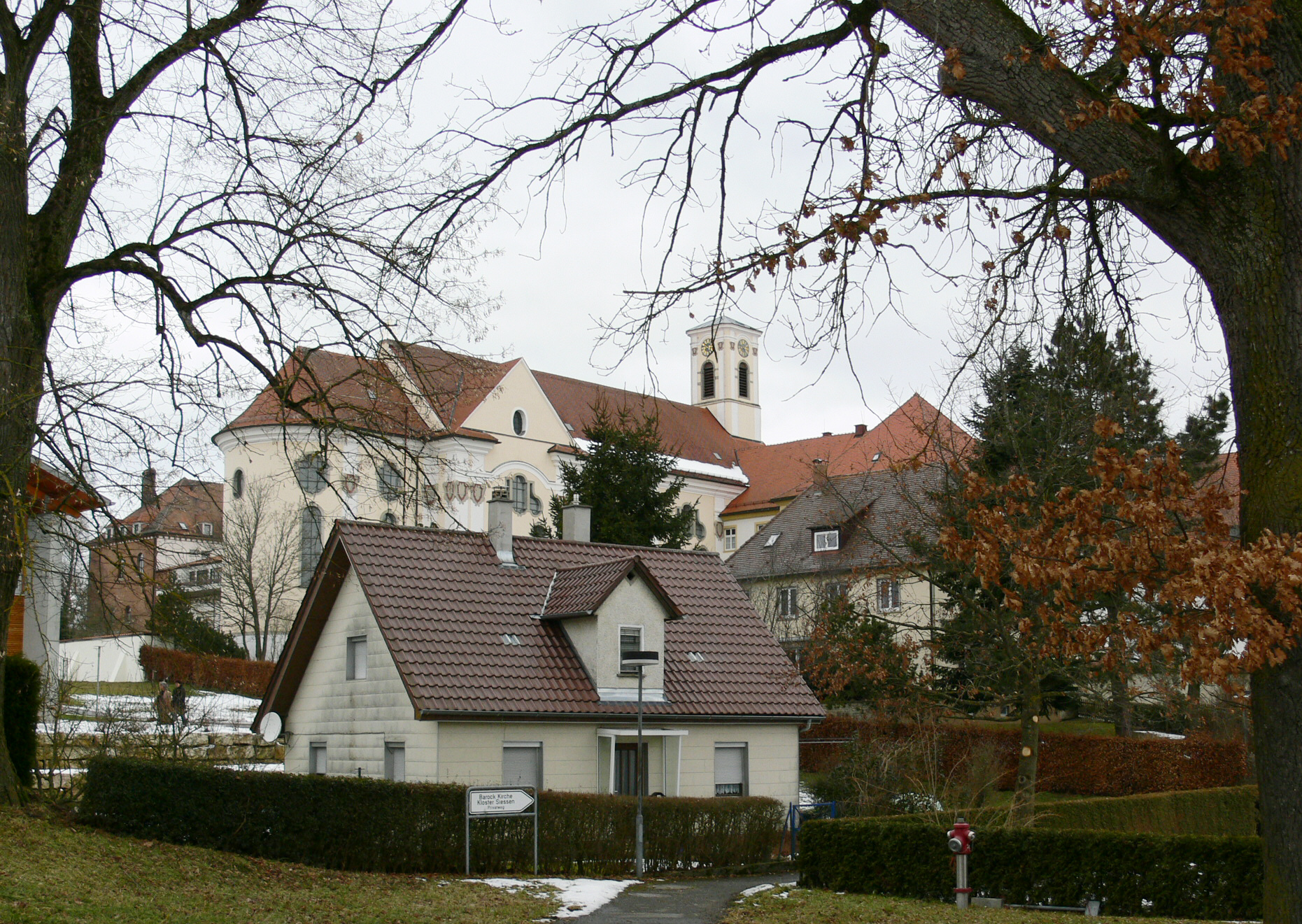
Kloster Sießen

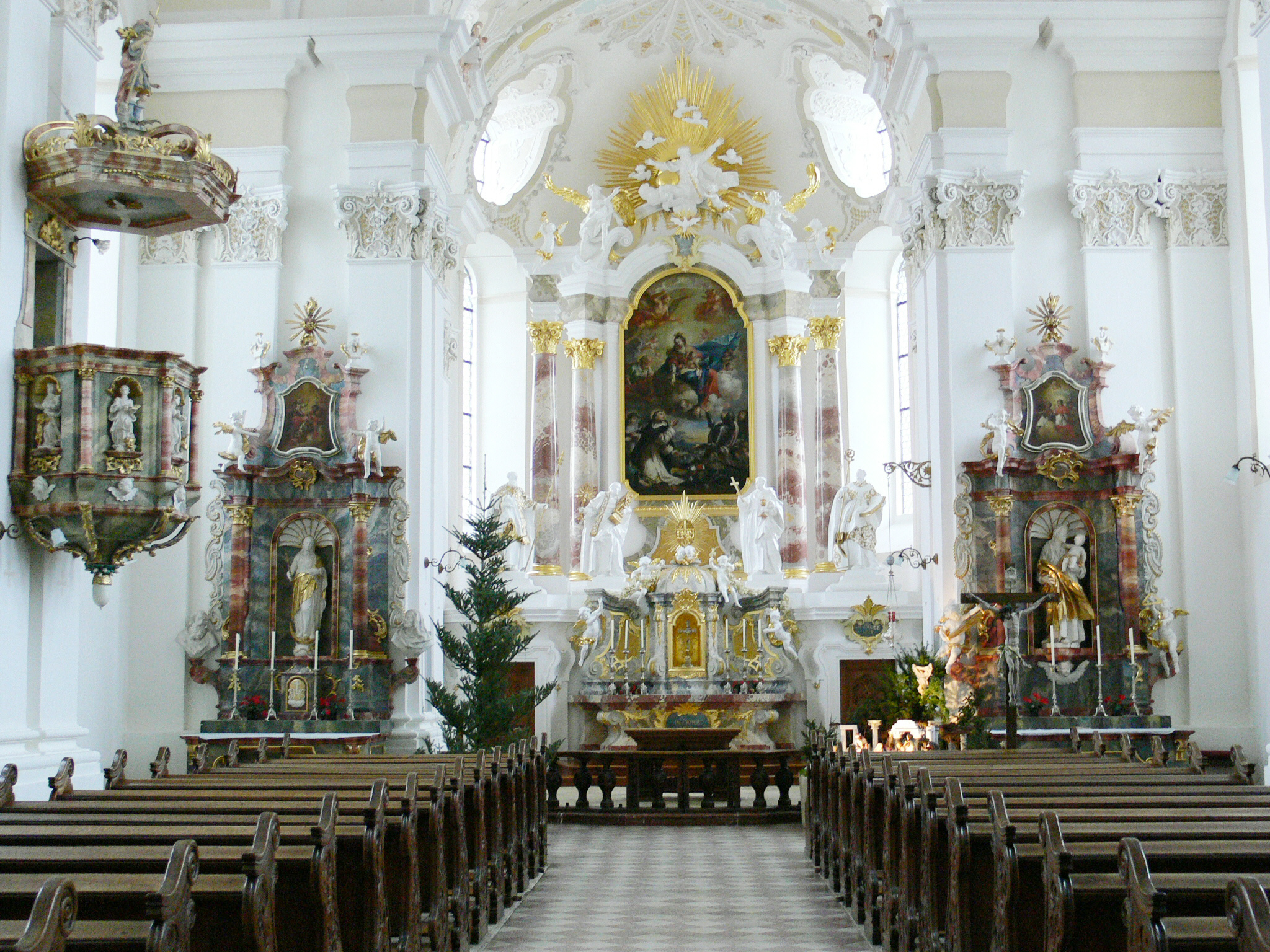
Klosterkirche Sießen

Im Jahr 1251 schenkte Ritter Steinmar von Sießen-Strahlegg dem Konvent der Schwestern von „Sulegen“ sein Stadthaus in der Saulgauer Bogengasse 15. 1260 schenkte er den Dominikanerinnen von „Sulgay“ seinen Hof in „Süessen“ und das Patronatsrecht der dortigen Kirche. Die Wendelinuskapelle samt Eremitage am Sießener Fußweg entstand 1386.
1632/34 wurde das Kloster von Schweden geplündert und in Brand gesetzt.
1716/22 wurden von dem Vorarlberger Baumeister Franz Beer von Au die Klostergebäude im Stil des Barock neu erbaut.
Das Kloster wurde 1803 im Zuge der Säkularisation aufgelöst. Der Fürst von Thurn und Taxis erhielt die Besitzungen des Dominikanerinnenklosters und die Wendelinuskapelle.

### Franziskanerinnen (1860 bis heute)
Seit 1860 werden die Gebäude als Kloster der Franziskanerinnen von Sießen genutzt.
Zwischen 1935 und 1938 verfügte das NS-Regime die Schließung des Klosters und Vertreibung der Nonnen. Von 1940 bis 1945 war das Kloster „per Verfügung der Volksdeutschen Mittelstelle […] mitsamt der Landwirtschaft, allem lebenden und toten Inventar zur Unterbringung von Auslandsdeutschen beschlagnahmt.“
Im Mutterhaus Kloster Sießen leben heute (Stand Nov. 2022) etwa 70 Franziskanerinnen.

## Kloster- und Pfarrkirche St. Markus
Die barocke Klosterkirche wurde im Zuge des Neubaus des Klosters zwischen 1726 und 1729 von den Brüdern Johann Baptist und Dominikus Zimmermann aus Landsberg am Lech erbaut und ausgestaltet. Sie wurde 1733 geweiht.
Eine Vorgängerkirche wurde 1348 in das Kloster Sießen inkorporiert und im 17. Jahrhundert barockisiert. An ihrer Stelle steht heute ein Gästehaus des Klosters.

## Hummelsaal
Im Kloster erinnert ein Ausstellungssaal an die bekannteste Ordensschwester von Sießen, die Malerin und Zeichnerin Maria Innocentia Hummel (1909–1946).

## Veranstaltungen

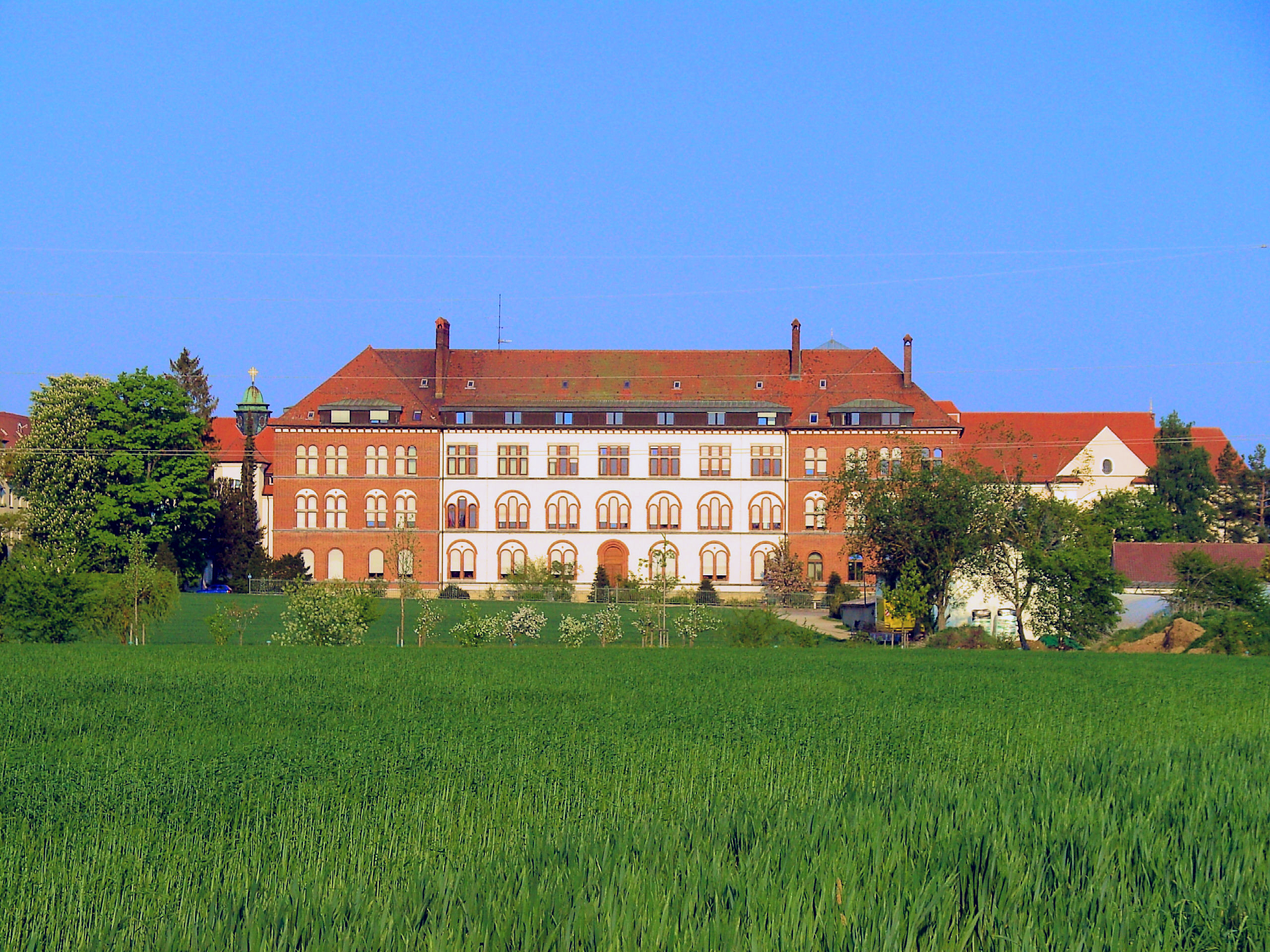
Wirtschaftsgebäude des Klosters Sießen

Jedes Jahr kommen Ende September Pilger aus allen deutschsprachigen Ländern zum im Kloster stattfindenden Franziskusfest nach Sießen. Am 1. Mai findet jedes Jahr das Kinderfranziskusfest statt, unter anderem war 2005 Weihbischof Thomas Maria Renz zu Gast.